# Kelvin Wilson
Kelvin Wilson est un footballeur anglais, né le 3 septembre 1985 à Nottingham en Angleterre. Il mesure 1,91 m. Il occupe le poste de défenseur.

## Biographie

### Début de carrière
Kelvin Wilson a commencé sa carrière à Notts County FC, faisant ses débuts pour le club dans une défaite de 4-0 à Hartlepool United FC le 17 avril 2004. En 2004-05, il est devenu un joueur régulier dans leur défense et a été nommé joueur s'étant le plus amélioré durant sa première saison.
Après 78 matches de championnat en trois saisons, Kelvin Wilson est prêté le 10 mars 2006 par Notts County FC à Preston North End FC, puis a signé dans ce même club à la fin de la saison sur un transfert gratuit. Il fait 16 matchs pendant la saison 2006-07 et il a marqué en championnat contre Stoke City et en FA Cup contre Crystal Palace.

### Nottingham Forest
En juillet 2007, Kelvin Wilson a signé à Nottingham Forest pour 300 000 £ (350 000 €), avec un contrat de quatre ans avec le club de sa ville natale. Lors de la saison 2007-08, Kelvin Wilson était quasi-omniprésent en défense, il a aidé à obtenir une promotion direct de Nottingham Forest FC pour le Championship en ayant terminé deuxième de la League One. Il a fait 42 apparitions,a reçu un carton rouge lors de la victoire 2-1 sur Huddersfield Town et a eu une blessure vers la fin de la saison. 
En 2009, Kelvin Wilson n'a pu reproduire les mêmes performances lors de cette saison par rapport à la saison dernière avec à la fin de la saison une bataille contre la relégation. Le 13 avril 2009 Wilson a reçu un carton pour un coup de tête sur Greg Halford de Sheffield United FC.
Kelvin Wilson a raté le premier mois de la saison 2009-10 pour cause de blessures.

### Celtic Glasgow
Kelvin Wilson a signé un accord de pré-contrat avec le Celtic, le 7 janvier 2011 et a officiellement rejoint le club le 1er juillet 2011
,.
Kelvin Wilson fait ses débuts pour le Celtic lors de la première journée Scottish Premier League 2010-2011 avec une victoire de 2-0 contre Hibernian. Il a donné une solide performance, faisant deux interventions cruciales de tentative de buts de Hibernian. Il a ensuite joué les deux matchs suivant face au Aberdeen FC 1-0 et face à Dundee United 5-1. Il devait commencer lors du premier match européen du Celtic de la saison contre le FC Sion le 13 août mais à cause d'une blessure à la jambe dut a l'accumulation de match, le match s'est soldé par un match nul 0-0. Cette blessure l'a empêché d'approcher les terrains pendant deux matchs qui se sont terminés tous les deux par une défaite. Il a fait son retour le 28 août dans une victoire de 2-0 contre St. Mirren. Il a ensuite fait ses débuts européens dans un revers de 2-0 face à l'Atletico Madrid au Stade Vicente Calderón. Le 18 septembre Kelvin Wilson a joué durant la défaite 4-2 du Celtic dans le Old Firm face au Glasgow Rangers. Cette mauvaise performance a permis à Steven Naismith et ses coéquipiers du Rangers de prendre la tête du championnat. Le match suivant cette défaite était contre les joueurs du Ross County en Scottish League Cup. Le Celtic a gagné 2-0 mais Kelvin Wilson a dû sorti à la mi-temps du match. Le Cetic à découvert que Kelvin Wilson souffrait d'une déchirure du tendon d'Achille, ce qui le rend indisponible pendant une période de 8 à 10 semaines.

### Nottingham Forest
Le 9 août 2013 Kevin Wilson retourne au Nottingham Forest pour un montant de 2 500 000 £ (3 081 500 €). Wilson fait une poignée d'apparitions mais doit subir une intervention chirurgicale en novembre 2013 et n'a donc pas joué de matchs du 19 octobre 2013 au 5 avril 2014.

### Rotherham
Le 2 août 2016, il s'engage pour une saison à Rotherham United.

## Carrière
| Saison                | Club                  | Championnat             | Championnat | Championnat | Coupe nationale | Coupe nationale | Coupe de la Ligue | Coupe de la Ligue | Compétition(s) continentale(s) | Compétition(s) continentale(s) | Compétition(s) continentale(s) | Total | Total |
| Saison                | Club                  | Division                | M.          | B.          | M.              | B.              | M.                | B.                | Comp.                          | M.                             | B.                             | M.    | B.    |
| 2003 - 2004           | Notts County FC       | League One              | 3           | 0           | -               | -               | -                 | -                 | -                              | -                              | -                              | 3     | 0     |
| 2004 - 2005           | Notts County FC       | League Two              | 41          | 2           | 4               | 0               | 1                 | 1                 | -                              | -                              | -                              | 46    | 3     |
| 2005 - 2006           | Notts County FC       | League Two              | 34          | 1           | 1               | 0               | 1                 | 0                 | -                              | -                              | -                              | 36    | 1     |
| Sous-total            | Sous-total            | Sous-total              | 78          | 3           | 5               | 0               | 2                 | 1                 | -                              | -                              | -                              | 85    | 4     |
| 2005 - 2006           | Preston North End FC  | Championship            | 6           | 0           | -               | -               | -                 | -                 | -                              | -                              | -                              | 6     | 0     |
| 2006 - 2007           | Preston North End FC  | Championship            | 21          | 1           | 2               | 1               | 1                 | 0                 | -                              | -                              | -                              | 24    | 2     |
| Sous-total            | Sous-total            | Sous-total              | 27          | 1           | 2               | 1               | 1                 | 0                 | -                              | -                              | -                              | 30    | 2     |
| 2007 - 2008           | Nottingham Forest FC  | League One              | 42          | 0           | 3               | 0               | 2                 | 0                 | -                              | -                              | -                              | 47    | 0     |
| 2008 - 2009           | Nottingham Forest FC  | Championship            | 36          | 0           | 3               | 0               | -                 | -                 | -                              | -                              | -                              | 39    | 0     |
| 2009 - 2010           | Nottingham Forest FC  | Championship            | 37          | 0           | 1               | 0               | -                 | -                 | -                              | -                              | -                              | 38    | 0     |
| 2010 - 2011           | Nottingham Forest FC  | Championship            | 10          | 0           | -               | -               | -                 | -                 | -                              | -                              | -                              | 10    | 0     |
| Sous-total            | Sous-total            | Sous-total              | 125         | 0           | 7               | 0               | 2                 | 0                 | -                              | -                              | -                              | 134   | 0     |
| 2011 - 2012           | Celtic                | Scottish Premier League | 16          | 0           | 3               | 0               | 2                 | 0                 | C3                             | 2                              | 0                              | 23    | 0     |
| 2012 - 2013           | Celtic                | Scottish Premier League | 32          | 0           | 5               | 0               | 3                 | 0                 | C1                             | 10                             | 0                              | 50    | 0     |
| 2013 - 2014           | Celtic                | Scottish Premier League | -           | -           | -               | -               | -                 | -                 | C1                             | 4                              | 0                              | 4     | 0     |
| Sous-total            | Sous-total            | Sous-total              | 48          | 0           | 8               | 0               | 5                 | 0                 | -                              | 16                             | 0                              | 77    | 0     |
| 2013 - 2014           | Nottingham Forest FC  | Championship            | 9           | 0           | -               | -               | -                 | -                 | -                              | -                              | -                              | 9     | 0     |
| 2014 - 2015           | Nottingham Forest FC  | Championship            | 23          | 0           | 1               | 0               | 1                 | 0                 | -                              | -                              | -                              | 25    | 0     |
| 2015 - 2016           | Nottingham Forest FC  | Championship            | 14          | 0           | 2               | 0               | 1                 | 0                 | -                              | -                              | -                              | 17    | 0     |
| Sous-total            | Sous-total            | Sous-total              | 46          | 0           | 3               | 0               | 2                 | 0                 | -                              | -                              | -                              | 51    | 0     |
| 2016 - 2017           | Rotherham United      | Championship            | 2           | 0           | -               | -               | 1                 | 0                 | -                              | -                              | -                              | 3     | 0     |
| Total sur la carrière | Total sur la carrière | Total sur la carrière   | 326         | 4           | 25              | 1               | 12                | 1                 | -                              | 16                             | 0                              | 379   | 6     |

## Palmarès
- Celtic FC
  - Champion d'Écosse : 2012, 2013.

### Personnel
- Membre de l'équipe-type de Scottish Premier League en 2013